# Jean-Albert Gooris
Jean-Albert Gooris (1891-1963) was een Belgisch expressionistisch schilder. Hij wordt ook vermeld als Ghorys.

## Leven en werk
Gooris werd geboren in het Brussels Hoofdstedelijk Gewest. Hij kreeg een opleiding tekenen in het atelier van Constant Montald en beeldhouwen bij Isidore De Rudder aan de Koninklijke Academie voor Schone Kunsten van Brussel. Hij schilderde onder meer kermis- en stadstaferelen, landschappen en christelijk-religieuze onderwerpen in een krachtige, expressionistische stijl, vaak met onvermengde kleuren. Hij maakte met Henri-Victor Wolvens, Charles Counhaye, Pierre Scoupreman en Joseph-Gérard Van Goolen deel uit van de Groupe des V, die in 1935 exposeerde in de galerie Georges Giroux.
- RKD-Nederlands Instituut voor Kunstgeschiedenis: 32696